# Geranomyia hardyi
Geranomyia hardyi là một loài ruồi trong họ Limoniidae. Chúng phân bố ở miền Australasia.